# Jonas Coldewy Ahlgren
Jonas Coldewy Ahlgren, född 14 april 1803 i Ivö socken, död 20 november 1860, var en svensk militär (löjtnant) och litograf.
Ahlgren var en av de första att använda den litografiska tekniken i Skåne och var verksam som illustratör för olika lundatryck. Han illustrerade bland annat Anders Gustaf Dahlboms entomologiska avhandlingar och han litograferade Kilian Zolls porträtt av teol. dr. A. P. Gullander 1848. Han anlitades av Carl Georg Brunius som tecknare vid Lunds domkyrkas renovering på 1830-talet. Ahlgren var mestadels bosatt i Köpenhamn och han avled troligen där.
Ahlgren finns representerad vid Nationalmuseum i Stockholm. Han är begravd på Gamla kyrkogården i Malmö.